# Böckl József
Böckl József (Kalácsa, 1880. március 16. – Budapest, 1941. március 27.) magyar katonatiszt, altábornagy (gyalogság), a magyar katonai hírszerzés vezetője 1925 és 1928 között.

## Élete és pályafutása
A kor szóhasználata szerint törvénytelen gyermek volt, apja valószínűleg egy csendőr őrmester volt, nevelőapja Baszarába Pál, gazdatiszt. Anyja neve Böckl (Unterreiner?) Margit.
Kiemelkedő eredményekkel végezte el a temesvári Főreáliskolát, jelesen érettségizett. 1900–1903 között végezte el, kitűnő eredménnyel, a Ludovika Akadémiát. Felsőbb tiszti tanfolyamot végzett 1905–1906-ban Budapesten, majd a Császári és királyi Hadiiskola 1-3. évfolyamát (1910-1913), Bécsben. Német, francia, horvát és román nyelveken felső fokon beszélt.
1913-ban már vezérkari századosi rendfokozatot ért el. Az első világháborúban magasabb egységek vezérkarában tevékenykedett, 1915-ben a zágrábi horvát-szlavón VI. honvéd katonai kerület vezérkari főnöke lett. 
A világháború után a Magyar Királyi Honvédségben folytatta katonai pályáját immár vezérkari ezredesi rendfokozatban. 1925-ben kinevezték a Honvédelmi Minisztérium VI-2 osztályának, ami akkor a magyar katonai hírszerzés elnevezése volt, a vezetőjévé. 1928-ban tábornokká léptették elő és újra más parancsnoki beosztásokat töltött be a honvédségnél. 1935-ben altábornagy lett. 
1938. május 1-vel vonult nyugállományba, és Kecskemét melletti, szikrai birtokán szőlő- és gyümölcstermesztéssel foglalkozott, nevezetes volt almáinak minősége. 1941-ben súlyos, hosszan tartó betegség után egy budapesti szanatóriumban hunyt el.

## Kitüntetései a viselési sorrendben
- Magyar Érdemrend középkeresztjéhez a csillag (1938),
- Magyar Érdemkereszt II. osztálya (1933. október 4.),
- Magyar Érdemkereszt III. osztálya (1926. december 1.),
- Katonai Érdemkereszt III. osztálya hadidíszítménnyel, kardokkal (1915. február 17.),
- Ezüst Katonai Érdemérem hadiszalagon, kardokkal (?),
- Bronz Katonai Érdemérem hadiszalagon, kardokkal (1917. március 3.),
- Kormányzói Dicsérő Elismerés Magyar Koronás Bronzérme, szalagján a hadidíszítménnyel és kardokkal ékesített III. osztályú Vaskorona Rend kisebbített alakjával (1930. november 11.),
- Háborús Emlékérem kardokkal és sisakkal (1930. február 8.),
- Tiszti Katonai Szolgálati Jel II. osztálya,
- Vöröskereszt Díszjelvény II. osztálya hadidíszítménnyel (?),
- Katonai Jubileumi Kereszt (1908. december 2.),
- 1912-1913. évi Emlékkereszt (1913. június 11.),
- német (porosz) Vaskereszt II.osztálya (?),
- osztrák Háborús Emlékérem kardokkal (1935. január 25.).